# In the Spotlight
In the Spotlight (Tâm điểm âm nhạc) là chuỗi chương trình ca nhạc do Công ty TNHH Quảng cáo và Giải trí Mỹ Thanh tổ chức và thực hiện, với sự chỉ đạo nghệ thuật của nhạc sĩ Hồng Kiên.
In the Spotlight ra đời vào tháng 1 năm 2012 và đã tổ chức được 14 đêm diễn trên toàn quốc với các chương trình:

## Các chương trình trong năm 2012
- In the Spotlight số 1: Live show của ca sĩ Tuấn Ngọc - "Riêng một góc trời" diễn ra trong ba đêm tại Nhà hát Lớn Hà Nội. Mặc dù đã từng trở về Hà Nội biểu diễn nhiều lần, nhưng In the Spotlight số 1 là liveshow hoành tráng đầu tiên của Tuấn Ngọc mà anh từng ấp ủ trước đó. Trong chương trình này, Tuấn Ngọc đã kể lại câu chuyện ca hát của cuộc đời mình qua những dấu mốc quan trọng.
- In the Spotlight số 2: Live show của ca sĩ Mỹ Linh - "Và em sẽ hát..."

Diva Mỹ Linh nối tiếp In the Spotlight với hành trình xuyên Việt tại Hà Nội – TP. Hồ Chí Minh và Đà Nẵng. Cũng giống như cách biên tập của liveshow Tuấn Ngọc, Và em sẽ hát của Mỹ Linh cũng chia ra những dấu mốc quan trọng trong suốt quãng thời gian hơn 20 năm đi hát của cô, từ Thì thầm mùa xuân, Hà Nội đêm trở gió, Chị tôi, Trên đỉnh Phù Vân đến Tóc ngắn, Hương ngọc lan… rồi Chat với Mozart và gần đây là những ca khúc trong album mới nhất với phong cách Acoustic - Một ngày. Khán giả đã được thưởng thức một không gian âm nhạc lắng đọng, nồng nàn và cũng không kém phần rực lửa của một diva đang ở độ chín muồi về giọng hát và trải nghiệm sống.
- In the Spotlight số 3: Đêm nhạc Trần Tiến - "Như chờ từng giấc mơ"

Chương trình được tổ chức trong 2 đêm 11 và 12 tháng 08 năm 2012 tại Cung Văn hóa Hữu nghị Việt Xô. Với thử thách "khoác comple cho nhạc Trần Tiến", ekip thực hiện đã đưa âm nhạc đậm chất "du ca" của Trần Tiến vào không gian nhà hát với phong cách phối khí mang hơi hướng semi classic và những phá cách qua sự thể hiện của các ca sĩ Trần Thu Hà, Tấn Minh, Đinh Mạnh Ninh và Tô Minh Đức. Với những ca khúc quen thuộc của Trần Tiến như Mặt trời bé con, Chuyện tình thảo nguyên, Ra ngõ tụng kinh, Phố nghèo, … Hà Trần vừa khẳng định được vị thế của ca sĩ "hát hay và hiểu nhạc Trần Tiến nhất", vừa mang đến sự tươi mới trong phong cách thể hiện. Tuy nhiên, điểm nổi bật trong đêm nhạc này chính là sự xuất hiện của Tấn Minh, khi thì nồng nàn cảm xúc với Giấc mơ Chapi, Tóc gió thôi bay, khi thì mạnh mẽ, phóng khoáng và nhiệt huyết với Vết chân tròn trên cát và Giai điệu Tổ quốc.
- In the Spotlight số 4: Live show của ca sĩ Hồng Nhung – "Có phải em mùa thu Hà Nội"

Sau 13 năm, Hồng Nhung mới thực hiện liveshow riêng ở Hà Nội, vì thế, khán giả đã rất chờ mong đêm nhạc này, và Hồng Nhung đã khiến bao trái tim yêu nhạc phải xúc động khi cô cất tiếng hát Nhớ mùa thu Hà Nội, Có phải em mùa thu Hà Nội, Nhớ về Hà Nội cũng như những bài hát của Dương Thụ, Trịnh Công Sơn… Các ca khúc dù đã xưa cũ, nằm trong một góc nào đó trong ký ức của người yêu nhạc Hà Nội đều được phối khí lại, mới mẻ hơn, đặc biệt, vừa vặn với giọng hát của Hồng Nhung. Màu sắc âm nhạc đa dạng, cộng thêm cách hát đa dạng, cách chia phần các ca khúc rõ ràng đã khiến cho khán giả hoàn toàn bị cuốn hút trong suốt đêm nhạc. Điểm nhấn của chương trình có lẽ là phần song ca đầy lắng đọng và xúc động của hai diva Hồng Nhung và Mỹ Linh trong ca khúc Lời mẹ ru (Trịnh Công Sơn) và Trở về (Dương Thụ). Sự tinh tế, nhẹ nhàng của Hồng Nhung hoà với giọng hát tràn đầy cảm xúc của Mỹ Linh đã tạo nên một phần trình diễn đáng nhớ nhất của đêm nhạc.
- In the Spotlight số 5: Đêm nhạc Trịnh Công Sơn – "Gọi tên bốn mùa"

Chương trình được diễn ra lúc 20h ngày 22 tháng 12 năm 2012 tại Nhà hát Hòa Bình, TP. Hồ Chí Minh và ngày 3 & 4 tháng 1 năm 2013 tại Cung Văn hóa Hữu nghị Việt Xô Hà Nội. Đây là một chương trình đặc biệt nhằm kỷ niệm một năm ngày ra mắt series "In the spotlight", với sự tham gia của các giọng ca hàng đầu: Tuấn Ngọc, Hồng Nhung, Mỹ Linh, Tùng Dương. Yếu tố thành công nhất, giúp khán giả Hà Nội và TP HCM có được cảm xúc thăng hoa khi nghe nhạc Trịnh trong chương trình In The Spotlight chính là những màn phối khí mới mẻ của hai nhạc sĩ Hồng Kiên và Hoài Sa. Bản phối "Đóa hoa vô thường" được hai ca sĩ Mỹ Linh và Hồng Nhung thể hiện ở phần giữa chương trình, đã thể hiện được bức tranh tổng thể của đêm nhạc "Gọi tên bốn mùa": Vừa sôi nổi, vừa trầm lắng, vừa có những nốt nhạc vui tươi, rộn rã nhưng cũng không thiếu những khoảng lặng giàu triết lý nhân sinh.

## Chương trình trong năm 2013
- In the Spotlight số 6: Đêm nhạc Thanh Tùng – "Chuyện tình của biển"

Được tổ chức tại Cung Văn hóa Hữu nghị Việt Xô Hà Nội trong 01 đêm duy nhất 30.03.2013, với sự tham gia của các ca sĩ: Trần Thu Hà, Tấn Minh, Uyên Linh, Đông Hùng.
Chương trình được coi như một "bản giao hưởng cuộc đời" của nhạc sĩ Thanh Tùng, bao gồm 20 ca khúc tiêu biểu nhất của ông trong suốt sự nghiệp sáng tác của vị nhạc sĩ tài hoa.

## Giải thưởng
Tháng 4 năm 2013, chương trình In The Spotlight được trao giải Chương trình của năm tại Giải thưởng âm nhạc Cống hiến lần thứ 8 – 2013